# Мойсей і Аарон
«Мойсей і Арон» (нім. Moses und Aron) — незавершена опера Арнольда Шенберга, над якою композитор працював протягом 1923—1937 рр. За задумом опера складається з трьох дій, але композитор завершив музику лише двох. Лібрето опери належить самому композитору, і засноване на біблійній Книзі Вихід. Музика опери написана в техніці додекафонії і заснована на одній дванадцятитоновій серії.
Ймовірно, що Шенберг опустив букву «А» в імені Аарона, оскільки композитор доволі забобонно ставився до числа 13; у назві опери німецькою мовою «Moses und Aaron» — тринадцять букв.

## Музика
За основу опери «Мойсей і Арон» повністю взято один тональний ряд:

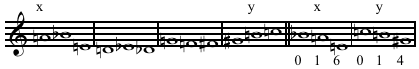
Тональний ряд з опери «Мойсей і Арон»

Потім цей ряд комбінується таким чином, що перша половина кожного має шість різних звуків:

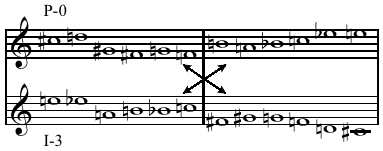
В опері «Мойсей і Арон» комбінуючий ряд утворює парний комплементарний гексахорд з P-0/I-3

## Дійові особи і перші виконавці
| Партія | Тип голосу                                        | Прем'єрна постановка, 12 березня 1954 року (Диригент: Ганс Розбауд)                                     |
| --- | ------------------------------------------------- | --- |
| Мойсей | чтець                                             | Ганс Герберт Фідлер                                                                                     |
| Арон | тенор                                             | Гельмут Кребс                                                                                           |
| Молода дівчина | сопрано                                           | Ілона Штайнґрубер-Вільдґанс                                                                             |
| Юнак | тенор                                             | Гельмут Кречмар                                                                                         |
| Ефраїмит | баритон                                           | Германн Ріт                                                                                             |
| Хвора жінка | альт                                              | Урсула Цоллєнкопф                                                                                       |
| Чоловік | баритон                                           | Горст Ґюнтер                                                                                            |
| Нагий юнак | тенор                                             | Гартвіґ Штукман                                                                                         |
| Священник | бас                                               | Германн Ріт                                                                                             |
| Перша нага діва | сопрано                                           | Доротеа Ферстер-Ґеорґі                                                                                  |
| Друга нага діва | сопрано                                           | Карла Марія Пфеффер-Дюрінґ                                                                              |
| Третя нага діва | альт                                              | Аннемарі Тамм                                                                                           |
| Четверта нага діва | альт                                              | Шарлотте Бетке                                                                                          |
| Чоловік | чтець                                             | |
| Шість сольних голосів у оркестрі | сопрано, меццо-сопрано, альт, тенор, баритон, бас | Доротеа Ферстер-Ґеорґі, Марія Юґер, Урсула Цоллєнкопф, Гартвіґ Штукман, Горст Зеллєнтін, Ернст Макс Люр |
| Голос з палаючого куща, 70 старців, жебраків, кілька старших осіб, 12 племінних вождів, інші оголені особи, танцюристи та статисти різних видів |                                                   | |

## Стислий зміст опери[5][6]
Час дії: XIII століття до н. е.
Місце дії: Єгипет і пустеля

### Дія I
Мойсею являється Бог (через палаючий кущ) і сповіщає про його місію перед єврейським народом. З'являється Арон, Мойсеїв брат. Мойсей має труднощі з мовою і Арон стає його вустами перед народом, доносячи його думки у зрозумілій масам формі.
Люди обговорюють Мойсея. Мойсей і Арон приєднуються до них. Вони часто змінюють ролі, і їх легко сплутати між собою. Мойсей намагається висловити свою ідею, згідно з якою Бога можна знайти лише всередині себе, але розчаровується тим, як поверхово Арон її подає. Арон відбирає посох у Мойсея, кидає й посох перетворюється на змію. Арон каже, що це демонструє, як тверда ідея може бути гнучкою. Тоді він зцілює руку Мойсея, кладучи її на своє серце, де він носить Бога. Вода Ніла перетворюється у кров — Арон сприймає це за знак, що кров ізраїльтян не проливатиметься більше заради єгиптян; коли кров знову перетворюється у воду, Арон каже, що фараон потоне.

### Інтерлюдія
Мойсея немає уже 40 днів, народ починає сумніватися, чи Бог та Мойсей не покинули їх.

### Дія II
Біля підніжжя гори народ очікує повернення Мойсея, Арон запевняє їх, що він повернеться. Але згодом він втрачає певність і каже, що з Мойсей може бути в небезпеці. Під тиском і проханнями про пораду Арон погоджується на компроміси. Народ знову зводить ідола — золотого тільця, починаються жертвоприношення. Тих, хто протестують проти цього, убивають. Починається оргія.
Мойсей повертається і в злості знищує золотого тільця. Арон виправдовується, що намагався зберегти ідею Мойсея, даючи людям зрозумілі образи. Мойсей трощить таблиці з десятьма заповідями і замовкає. Стовпа світла вночі та хмари вдень веде ізраїльтян до землі обітованої. Проте Мойсей скептично ставиться до стовпа світла як до ще одного зовнішнього образу, який не передає суті. Мойсей розчарований у тому, що не може висловити свою чисту ідею.

### Дія III
(За винятком кількох ескізів, композитор не створив музики до останньої дії). Мойсей ув'язнює Арона, вважаючи, що той подає людям неправдиву ідею Бога, ведучи їх в нікуди. Коли Мойсей наказує солдатам звільнити Арона, Арон помирає. Мойсей вважає, що кінець кінцем народ досягне єдності з Богом.